# Thevenetimyia canuta
Thevenetimyia canuta är en tvåvingeart som beskrevs av Hall 1969. Thevenetimyia canuta ingår i släktet Thevenetimyia och familjen svävflugor.
Artens utbredningsområde är Arizona. Inga underarter finns listade i Catalogue of Life.